# 51
| 51                 |
| ------------------ |
| Dødsfald - Fødsler |
|                    |

| Gregoriansk kalender | 51 LI                   |
| Ab urbe condita      | 804                     |
| Armensk kalender     | I/T                     |
| Kinesiske kalender   | 2747 – 2748 庚戌 – 辛亥 |
| Etiopisk kalender    | 43 – 44                 |
| Jødisk kalender      | 3811 – 3812             |
| Hindukalendere       |                         |
| - Vikram Samvat      | 106 – 107               |
| - Shaka Samvat       | N/A                     |
| - Kali Yuga          | 3152 – 3153             |
| Iransk kalender      | 571 BP – 570 BP         |
| Islamisk kalender    | 589 BH – 588 BH         |

Se også 51 (tal)

## Født
- 24. oktober – Domitian, romersk kejser